# نادژدا کارپوا
نادژدا کارپوا (روسی: Наде́жда Алексе́евна Ка́рпова؛ زادهٔ ۹ مارس ۱۹۹۵) بازیکن فوتبال اهل روسیه است.
از باشگاه‌هایی که در آن بازی کرده‌است می‌توان به باشگاه فوتبال زنان والنسیا اشاره کرد.
وی همچنین در تیم ملی فوتبال زنان روسیه بازی کرده‌است.